# ST Kinetics CPW
ST Kinetics CPW — сингапурский пистолет-пулемёт, разработанный ST Kinetics в классе персонального оружия самообороны. Прототип использует патрон 9×19 мм Парабеллум, но в будущем варианте можно будет менять используемый патрон на 5,7×28 мм или 4,6×30 мм с помощью конверсии (смены боевой личинки затвора, ствола и магазина). По заверениям производителя CPW является «эффективным вложением денег». Впервые показан в 2008 году.

## Описание
Данный образец предназначен для использования в качестве оружия самообороны военнослужащих тех специальностей, которым по штату не положена штурмовая винтовка. Пистолет-пулемет CPW (Compact Personal Weapon - компактное личное оружие) призван заменить обычные самозарядные пистолеты в сингапурских вооруженных силах с целью повышения эффективности стрельбы по защищенным средствами индивидуальной бронезащиты целям или находящимся за легкими укрытиями.
В CPW используется автоматика с использованием полусвободного затвора с рычажным торможением, что должно снизить отдачу при выстреле. Предохранитель оружия, переводчик режимов огня, рукоять взведения и защёлка магазина выполнены двусторонними, одинаково удобными как для правшей, так и для левшей. Задняя часть пистолетной рукояти прозрачная, что позволяет видеть количество патронов в частично прозрачном магазине. Приклад выдвижной телескопический. Стандартно идёт с установленным на верхнюю планку Пикатинни коллиматорным прицелом, механического прицела не имеет. Вторая планка Пикатинни расположена снизу и предназначена для установки передней рукоятки или других аксессуаров. Огонь может вестись одиночными выстрелами или непрерывными очередями.
В качестве недостатка CPW следует отметить излишне высокий темп стрельбы, который приводит к быстрому израсходованию патронов и затрудняет ведение прицельного огня стрелками с недостаточно высоким уровнем огневой подготовки. В связи с тем, что в данное время представлены только прототипы этого оружия, вполне вероятно, что тактико-технические характеристики ПП изменятся, поэтому сложно определить его реальную эффективность. Как достоинство можно отметить то, что CPW имеет небольшие размеры и вес, что со сложенным прикладом позволяет носить его в специальной кобуре подобно пистолету.